# Василевский, Александр Михайлович
Алекса́ндр Миха́йлович Василе́вский (18 [30] сентября 1895, село Новая Гольчиха, Кинешемский уезд, Костромская губерния, Российская империя — 5 декабря 1977, Москва, СССР) — советский полководец, Маршал Советского Союза (1943), начальник Генерального штаба, член Ставки Верховного Главнокомандования, главнокомандующий Главным командованием советских войск на Дальнем Востоке, министр Вооружённых сил СССР и военный министр СССР. Член ЦК КПСС (1952—1961).
В годы Великой Отечественной войны в должности начальника Генерального штаба (1942—1945) принимал деятельное участие в разработке и осуществлении практически всех крупных операций на советско-германском фронте.
С 20 февраля по 26 апреля 1945 года командовал 3-м Белорусским фронтом РККА ВС СССР, руководил штурмом города и крепости Кёнигсберг (6—9 апреля 1945 года).
Во второй половине 1945 года являлся главнокомандующим советскими войсками на Дальнем Востоке в войне с Японией. Один из крупнейших полководцев Второй мировой войны. Единственный военачальник, формально не потерпевший ни одного поражения в Великой Отечественной войне.
В 1949—1953 годах — Министр вооружённых сил и Военный министр СССР.
Дважды Герой Советского Союза (1944, 1945). Кавалер двух орденов «Победа» (1944, 1945) и восьми орденов Ленина (1942, 1944, 1945, 1945, 1955, 1965, 1970, 1975).

## Биография

### Детство и юность

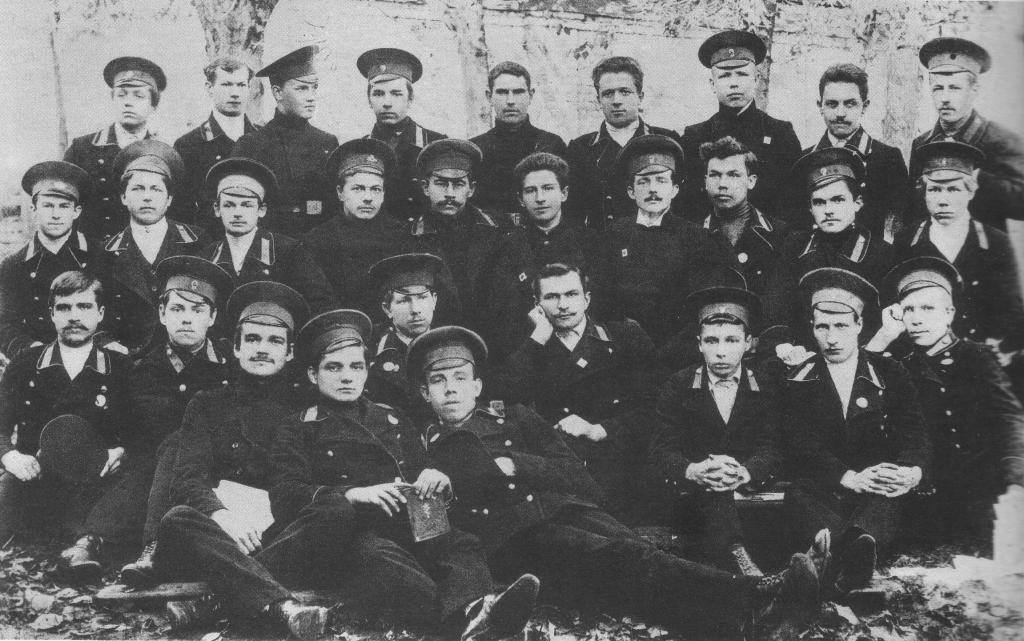
Александр Василевский (в первом ряду второй слева) среди учащихся Костромской духовной семинарии в 1914 году

Согласно сохранившейся метрической книге, А. М. Василевский родился 16 сентября 1895 года (по старому стилю), однако сам он считал, что родился 18 (30) сентября 1895 года, в один день со своей матерью в христианский праздник мучениц Веры, Надежды, Любови и матери их Софии, который по новому стилю празднуется 30 сентября. Эта дата рождения «закреплена» в мемуарах А. М. Василевского «Дело всей жизни», а также в датах награждения юбилейными послевоенными наградами, приуроченных ко дню рождения.
Родился в селе Новая Гольчиха Кинешемского уезда (ныне вошло в состав города Вичуга Ивановской области) в семье церковного регента и псаломщика Никольского единоверческого храма Михаила Александровича Василевского (1866—1953). Мать — Надежда Ивановна Василевская (18 (30) сентября 1872 — 7 августа 1939), в девичестве Соколова, дочь псаломщика села Углец Кинешемского уезда. И мать, и отец были «православного вероисповедания по единоверию» (так записано в метрической книге Никольской церкви с. Новая Гольчиха). Александр был четвёртым по старшинству из восьми братьев и сестёр. Русский.

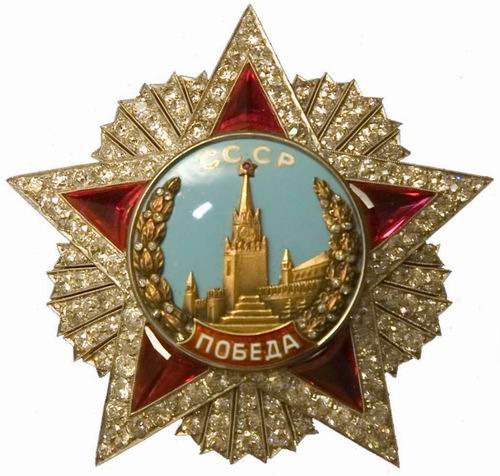

В 1897 году с семьёй переехал в село Новопокровское, где отец Василевского стал служить священником в только что построенном (при попечительстве новогольчихинского фабриканта Д. Ф. Морокина) каменном Вознесенском единоверческом храме. Позже Александр Василевский начал обучение в церковно-приходской школе при этом храме.

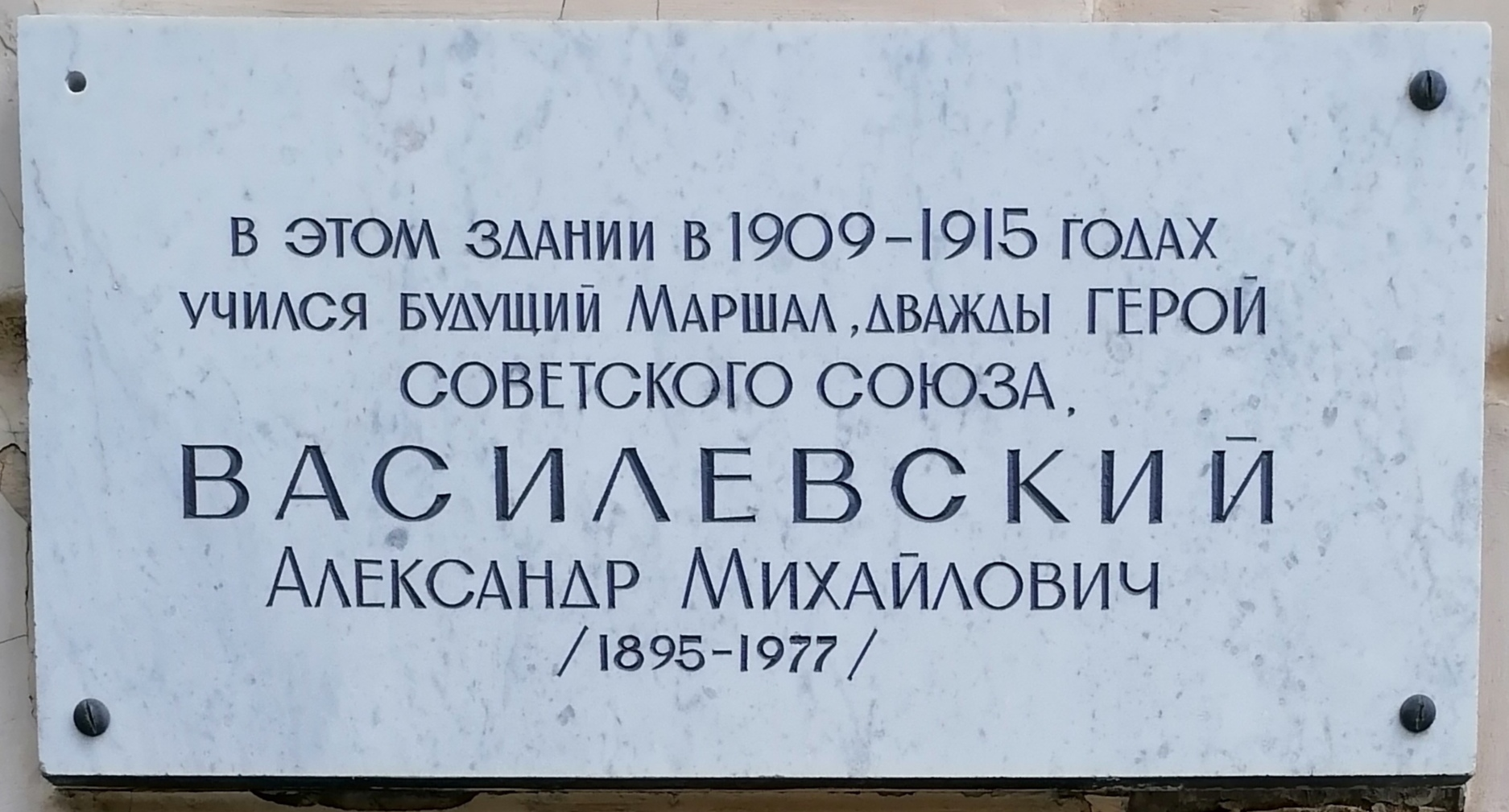
Кострома, д. 14 по ул. 1 Мая

В 1909 году окончил Кинешемское духовное училище и поступил в Костромскую духовную семинарию, диплом об окончании которой позволял продолжить образование в светском учебном заведении. Из-за участия в том же году во всероссийской стачке семинаристов, которая была протестом против запрета поступать в университеты и институты, Василевский был выдворен из Костромы властями и вернулся в семинарию только через несколько месяцев, после частичного удовлетворения требований семинаристов.

### Первая мировая и Гражданская война
Александр Василевский мечтал стать агрономом или землемером, но начавшаяся Первая мировая война изменила его планы. Перед последним классом семинарии Василевский с несколькими одноклассниками выдержал экзамены экстерном и в январе 1915 года получил диплом об окончании семинарии. В 1915 году он добровольцем вступил в Русскую императорскую армию, а в феврале начал обучение в Алексеевском военном училище. В мае 1915 года окончил ускоренный курс обучения (4 месяца) и получил чин прапорщика. С июня по сентябрь 1915 года служил в запасном батальоне в городах Ростов Ярославской губернии и Житомир.
В сентябре направлен на Юго-Западный фронт, где вступил в должность полуротного командира 409-го Новохопёрского полка 103-й пехотной дивизии 9-й армии. Весной 1916 года назначен командиром роты, через некоторое время признанной одной из лучших в полку. В конце апреля он получил первую свою награду — орден Святой Анны 4-й степени с надписью «За храбрость», затем будет ещё один Орден Святого Станислава 3-й степени с мечами и бантом . В этой должности участвовал в мае 1916 года в знаменитом Брусиловском прорыве. В результате больших потерь офицерского состава оказался командиром батальона того же 409-го полка. Получил чин штабс-капитана. В приказе по 13-й пехотной дивизии № 431 от 22 октября 1917 года сохранилось описание подвига, за который штабс-капитан Василевский был удостоен Полковой наградной Думой награждения солдатским Георгиевским крестом: «За то, что в боях с 27 по 30 июля 1917 года у мест. Мерешешти, командуя сначала ротой, а затем батальоном, под сильным ружейным, пулемётным и артиллерийским огнём противника, шёл всё время впереди цепи, ни на минуту не теряясь, ободрял солдат словами и своей личной храбростью и мужеством увлекал их за собой. Благодаря чему был удержан натиск противника, закрыт прорыв, сделанный изнемогавшим 50 пехотным Белостокским полком и дана была возможность спасти наши орудия». Известие об Октябрьской революции застало Василевского под Аджуд-Ноу, в Румынии, где он принимает решение оставить военную службу и в ноябре 1917 года увольняется в отпуск.

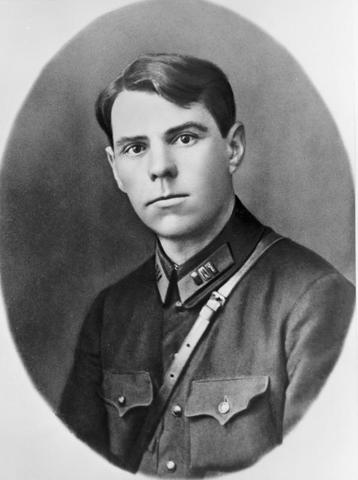
Василевский 1 августа 1928 года

Находясь на родине, в конце декабря 1917 года Василевский получает известие о том, что солдаты 409-го полка избрали его командиром в соответствии с действовавшим тогда принципом выборности командиров. В то время 409-й полк находился в составе Румынского фронта под командованием генерала Д. Г. Щербачёва, который, в свою очередь, являлся союзником Центральной Рады, провозгласившей независимость Украины от Советов. Кинешемский военный отдел порекомендовал Василевскому не выезжать в полк. Последовав совету, в январе 1918 года демобилизовался из армии и «пробыл на иждивении родителей до июня 1918 года, занимаясь сельским хозяйством». С июня по август 1918 года работал сотенным инструктором всевобуча при Углецкой волости Кинешемского уезда Костромской губернии.
С сентября 1918 года работал учителем в начальных школах сёл Верховье и Подъяковлево Голунской волости Новосильского уезда Тульской губернии.
В апреле 1919 года призван в Красную армию и направлен в 4-й запасной батальон, на должность взводного инструктора (помощника командира взвода). Через месяц был отправлен в качестве командира отряда из 100 человек в Ступинскую волость Ефремовского уезда Тульской губернии для оказания помощи в осуществлении продразвёрстки и борьбы с бандами.
Летом 1919 года батальон переводится в Тулу для формирования 1-й Тульской стрелковой дивизии в преддверии приближения Южного фронта и Добровольческой армии генерала А. И. Деникина. Василевский назначается сначала командиром роты, затем командиром заново формируемого батальона. В начале октября вступает в командование 5-м стрелковым полком Тульской стрелковой дивизии, который занимает сектор укреплённого района к юго-западу от Тулы. Полку не довелось участвовать в боевых действиях против деникинцев, так как Южный фронт в конце октября остановился под Орлом и Кромами.
В декабре 1919 года Тульская дивизия отправляется на Западный фронт для борьбы с интервентами. Василевский по собственной просьбе был переведён на должность помощника командира полка. На фронте, в результате реорганизации, Василевский был назначен помощником командира 96-го полка 32-й бригады 11-й стрелковой дивизии. В составе 15-й армии Василевский сражается в войне с Польшей.
В конце июля 1920 года Василевского перевели в 427-й полк 48-й стрелковой дивизии, где он служил ранее. До середины августа находился в Вильне, где дивизия несла гарнизонную службу, затем вёл боевые действия против поляков в районе Беловежской пущи. Здесь у Василевского возник конфликт с комбригом О. Ю. Калниным. Калнин приказал вступить в командование отступившим в беспорядке 427-м полком. Точное местонахождение полка никому не было известно, а сроки, устанавливаемые Калниным, казались Василевскому недостаточными. Василевский доложил, что не может выполнить приказ. Калнин сначала отправил Василевского под трибунал, затем на полпути возвратил его и сместил с должности помощника командира полка на должность командира взвода. Впоследствии, в результате расследования, начальник 48-й дивизии отменил приказ комбрига, а Василевский временно был назначен командиром отдельного батальона.

### Межвоенный период

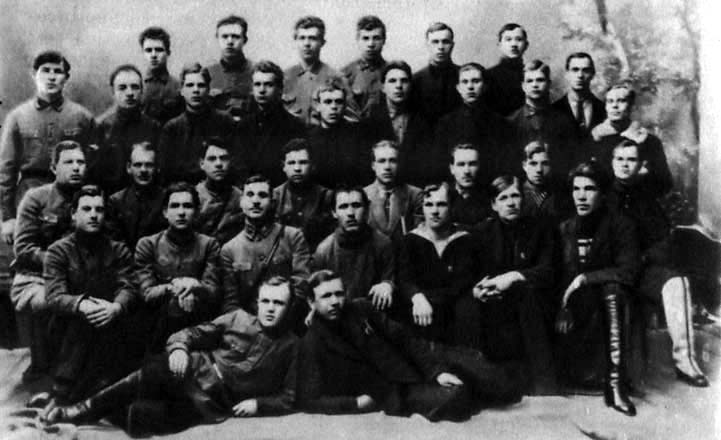
Актив Осоавиахима города Твери. В третьем ряду третий слева А. М. Василевский, 1926 год

После войны Василевский принимал участие в борьбе с отрядом С. Н. Булак-Балаховича на территории Белоруссии, до августа 1921 года боролся с бандитами в Смоленской губернии. В последующие 10 лет командовал всеми тремя полками 48-й Тверской стрелковой дивизии, возглавлял дивизионную школу младших командиров. В 1927 году окончил стрелково-тактические курсы усовершенствования комсостава РККА им. III Коминтерна «Выстрел». В июне 1928 года 143-й полк был особо выделен инспекторской группой на учениях. Осенью 1930 года 144-й полк, считавшийся до принятия командования Василевским наиболее слабо подготовленным в дивизии, занял первое место и получил отличную оценку на окружных манёврах.
Вероятно, успехи Василевского обусловили его перевод на штабную работу, о чём ему сообщил В. К. Триандафиллов непосредственно по окончании манёвров. Чтобы не откладывать в очередной раз вступление в партию в связи с изменением места службы, Василевский подал заявление в партбюро полка. Заявление было удовлетворено, и Василевский принят кандидатом в члены партии. В связи с партийной чисткой, проходившей в 1933—1936 годах, пребывание в кандидатах несколько затянулось, и Василевского приняли в партию только в 1938 году, уже во время службы в Генеральном штабе.
Василевский в автобиографии 1938 года утверждал, что «связь с родителями личная и письменная утрачена с 1924 года». Отношения были восстановлены в 1940 году по предложению И. В. Сталина.
С мая 1931 года Василевский работает в Управлении боевой подготовки РККА, редактирует выпускавшийся управлением «Бюллетень боевой подготовки» и оказывает помощь редакции журнала «Военный вестник». Участвует в создании «Инструкции по ведению глубокого общевойскового боя», «Инструкции по взаимодействию пехоты, артиллерии, танков и авиации в современном общевойсковом бою», а также «Наставлении по службе войсковых штабов».
В 1934—1936 годах был начальником отдела боевой подготовки Приволжского военного округа. В 1936 году, после введения в РККА персональных воинских званий, присвоено звание полковник. Приказом НКО СССР № 02/181 от 11 ноября 1936 года зачислен в Академию Генерального штаба РККА, где учился на ставшем позднее знаменитым «маршальском курсе» (из первого набора в 127 человек на нём учились 4 будущих Маршалов Советского Союза, 6 генералов армии, 8 генерал-полковников, 1 адмирал).
В 1937 году окончил академию с отличием и был назначен начальником кафедры тыла академии.
В октябре 1937 года последовало новое назначение — начальником 10-го отделения (оперативной подготовки командного состава) 1-го отдела Генерального штаба. 16 августа 1938 года присвоено очередное воинское звание комбриг. В это время он принимает участие в работе комиссии по анализу действий РККА в ходе боевых действий у озера Хасан.
В 1939 году назначен заместителем начальника Оперативного управления Генштаба, с исполнением по совместительству обязанностей по старой должности. Участвовал в разработке первоначального варианта плана войны с Финляндией, позже отвергнутого Сталиным. С началом советско-финской войны исполнял обязанности командированного на фронт первого заместителя начальника Генштаба И. В. Смородинова.
Весной 1940 года возглавил правительственную комиссию по демаркации новой советско-финской границы, участвовал в переговорах и подписании мирного договора с Финляндией.
В мае 1940 года, в результате кадровых перестановок по итогам войны в аппарате Наркомата обороны и Генштаба, назначен первым заместителем начальника Оперативного управления с присвоением воинского звания комдив. Принимал участие в разработке оперативных планов стратегического развёртывания РККА на северном, северо-западном и западном направлениях в случае начала боевых действий с Германией.
9 ноября совершил в составе советской делегации под руководством В. М. Молотова поездку в Берлин для переговоров с Германией.

### Великая Отечественная война
Великая Отечественная война застала меня на службе в Генеральном штабе, в должности заместителя начальника оперативного управления, в звании генерал-майора. 1 августа 1941 года решением ЦК партии я был назначен начальником оперативного управления и заместителем начальника Генерального штаба— Василевский А. М.
Участник Великой Отечественной войны с первого дня. 1 августа 1941 года генерал-майор Василевский был назначен заместителем начальника Генштаба — начальником Оперативного управления. Во время Битвы за Москву с 5 по 10 октября входил в группу представителей ГКО, обеспечивавших скорейшую отправку на Можайский оборонительный рубеж отступающих и вышедших из окружения войск.

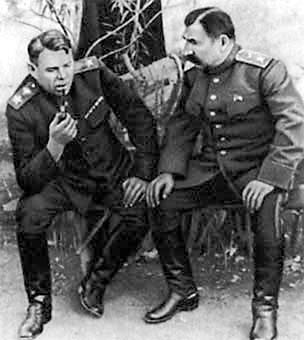
А. М. Василевский и С. М. Будённый в освобождённом Донбассе, 1943 год

Василевский сыграл одну из ключевых ролей в организации обороны Москвы и последовавшего контрнаступления. В самые критические дни под Москвой, с 16 октября до конца ноября, когда Генштаб был эвакуирован, он возглавлял в Москве оперативную группу (первый эшелон Генштаба) для обслуживания Ставки. В круг основных обязанностей опергруппы, состоящей из 10 человек, входило: «всесторонне знать и правильно оценивать события на фронте; постоянно и точно, но без излишней мелочности, информировать о них Ставку; в связи с изменениями во фронтовой обстановке своевременно и правильно вырабатывать и докладывать Верховному Главнокомандованию свои предложения; в соответствии с принимаемыми Ставкой оперативно-стратегическими решениями быстро и точно разрабатывать планы и директивы; вести строгий и непрерывный контроль за выполнением всех решений Ставки, а также за боеготовностью и боеспособностью войск, формированием и подготовкой резервов, материально-боевым обеспечением войск». 28 октября деятельность опергруппы была высоко оценена Сталиным — четверым было присвоено очередное звание: Василевскому — звание генерал-лейтенанта, а трём другим — звания генерал-майора. С 29 ноября до 10-х чисел декабря 1941 года, в связи с болезнью Шапошникова, Василевский исполнял обязанности начальника Генштаба. Вся тяжесть подготовки контрнаступления под Москвой легла на плечи А. Василевского. Контрнаступление началось войсками Калининского фронта 5 декабря 1941 г. Так как «Ставка была очень озабочена обеспечением точного выполнения приказа» о контрнаступлении со стороны Конева, Василевский в ночь на 5 декабря прибыл в штаб Калининского фронта, чтобы «лично передать командующему фронтом директиву на переход в контрнаступление и разъяснить ему все требования по ней».

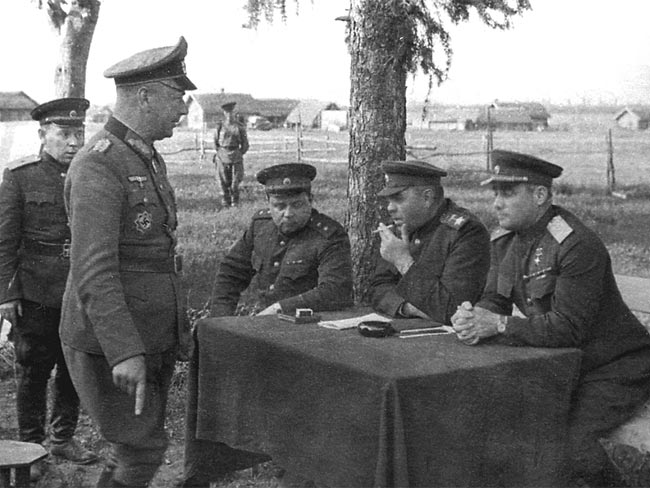
А. М. Василевский (второй справа) и И. Д. Черняховский (справа) принимают капитуляцию генерал-лейтенанта Альфонса Алоиса Хиттера. Витебск, 28 июня 1944 года

С середины апреля по 8 мая 1942 года в качестве представителя Ставки находился на Северо-Западном фронте, где оказывал содействие попытке ликвидации демянского плацдарма. С 24 апреля в связи с болезнью Б. М. Шапошникова исполнял обязанности начальника Генштаба. 26 апреля Василевскому было присвоено звание генерал-полковник. 9 мая в связи с прорывом немцами Крымского фронта отозван Ставкой в Москву. После того как в июне 1942 года в окружение под Ленинградом попала 2-я ударная армия генерала А. А. Власова, направлен вместе с командующим Волховского фронта К. А. Мерецковым в Малую Вишеру для организации вывода войск из окружения.
26 июня 1942 года назначен начальником Генерального штаба, а с 14 октября был одновременно заместителем наркома обороны СССР (в должности заместителя народного комиссара обороны СССР оставался до упразднения наркомата в феврале 1946 года). С 23 июля по 26 августа — представитель Ставки на Сталинградском фронте, направлял совместные действия фронтов в ходе оборонительного периода Сталинградской битвы. Внёс большой вклад в развитие советского военного искусства, спланировал и подготовил контрнаступление под Сталинградом. Ставкой Василевскому была поручена координация контрнаступления (Жуков в это время был направлен на Западный фронт). После успешного контрнаступления Василевский до середины декабря проводил ликвидацию группировки противника в Сталинградском котле, однако до её завершения был переброшен на юго-запад для содействия в отражении деблокирующей группы Манштейна, действовавшей на котельниковском направлении. Со 2 января 1943 года на Воронежском и затем на Брянском фронте координировал наступление советских войск на Верхнем Дону.
16 февраля 1943 года Василевскому было присвоено воинское звание Маршал Советского Союза. Это было крайне необычно, так как всего 29 дней назад ему было присвоено звание генерала армии.
По поручению Ставки ВГК Василевский координировал действия Воронежского и Степного фронтов в Курской битве. Руководил планированием и проведением операций по освобождению Донбасса, операции по освобождению правобережной Украины и Крыма. 10 апреля 1944 года, в день освобождения Одессы, награждён орденом «Победа». Этот орден был вторым по счёту с момента учреждения (первый — у Жукова). В день взятия Севастополя, 9 мая 1944 года, Василевский принял решение как можно скорее осмотреть освобождённый город. В результате его машина при переезде через немецкую траншею попала на мину. Для Василевского инцидент обошёлся ушибом головы, контузией, потерей слуха на несколько дней и иссечённым осколками ветрового стекла лицом. Его шофёру взрывом повредило ногу. После этого Василевский ещё некоторое время по настоянию врачей соблюдал постельный режим.
Во время Белорусской операции Василевский координировал действия 1-го Прибалтийского и 3-го Белорусского фронтов. С 10 июля к ним добавился ещё и 2-й Прибалтийский фронт. Василевский координировал действия фронтов также при освобождении Прибалтики.
С 29 июля осуществлял не только координацию, но и непосредственное руководство наступлением в Прибалтике. Звание Героя Советского Союза со вручением ордена Ленина и медали «Золотая Звезда» Александру Михайловичу Василевскому присвоено 29 июля 1944 года за образцовое выполнение заданий ВГК.
Планирование и руководство началом Восточно-Прусской операции осуществлял лично И. В. Сталин, Василевский в это время был занят в Прибалтике. Однако, в связи с отбытием Сталина, а также заместителя начальника Генштаба А. И. Антонова на Ялтинскую конференцию, Василевский вернулся к исполнению обязанностей начальника Генштаба и заместителя наркома обороны, руководству Восточно-Прусской операцией. В ночь на 18 февраля, во время беседы со Сталиным, вернувшимся из Ялты, в ответ на предложение Сталина выехать в Восточную Пруссию для помощи командующим фронтами Василевский попросил освободить его от должности начальника Генштаба в связи с тем, что он большую часть своего времени проводит на фронте (за 34 месяца пребывания на посту начальника Генерального штаба 22 месяца провёл на фронтах). А днём 18 февраля пришло известие о гибели командующего 3-м Белорусским фронтом И. Д. Черняховского. В связи с этим Сталин быстро принял решение назначить Василевского командующим 3-м Белорусским фронтом, а кроме того, ввести Василевского в состав Ставки Верховного Главнокомандования. В должности командующего фронтом Василевский руководил штурмом Кёнигсберга — операцией, ставшей хрестоматийной.
19 апреля 1945 года Василевский был награждён вторым орденом «Победа».
Затем Василевский успешно провёл Земландскую операцию, в ходе которой войска 3-го Белорусского фронта, совместно с Балтийским флотом, разгромили Земландскую группировку немецких войск в Восточной Пруссии. 26 апреля 1945 года советские войска овладели городом-крепостью Пиллау.
Всего за годы войны для решения важнейших военных вопросов 199 раз вызывался на приём к И. В. Сталину.

### Война с Японией
Ещё летом 1944 года, по окончании Белорусской операции, Верховный Главнокомандующий Сталин сообщил Василевскому о планах назначить его главнокомандующим советскими войсками на Дальнем Востоке после окончания войны с Германией. Василевский включился в разработку плана войны с Японией 27 апреля 1945 года, по окончании Восточно-Прусской операции, хотя черновые наброски плана были сделаны ещё осенью 1944 года. Под его руководством к 27 июня был подготовлен план Маньчжурской стратегической наступательной операции, который был одобрен Ставкой и Государственным Комитетом Обороны. 5 июля 1945 года, переодетый в форму генерал-полковника, с документами на имя Васильева, Василевский прибыл в Читу. 30 июля директивой ГКО был назначен главнокомандующим советскими войсками на Дальнем Востоке.
В ходе подготовки к наступлению Василевский осмотрел исходные позиции войск, познакомился с войсками Забайкальского, 1-го и 2-го Дальневосточных фронтов, обсудил обстановку с командующими армиями и корпусами. При этом были уточнены и сокращены сроки выполнения основных задач, в частности выхода на Маньчжурскую равнину. На рассвете 9 августа 1945 года, с переходом в наступление, руководил действиями советских войск. Всего 24 дня потребовалось советским и монгольским войскам под командованием Василевского, чтобы разгромить в Маньчжурии миллионную Квантунскую армию Японии.
Второй медали «Золотая Звезда» Александр Михайлович Василевский был удостоен 8 сентября 1945 года за умелое руководство советскими войсками на Дальнем Востоке во время войны с Японией.

### Послевоенный период жизни
После окончания войны, с 22 марта 1946 года по ноябрь 1948 года — начальник Генерального штаба Вооружённых сил СССР и заместитель министра Вооружённых сил СССР. С 1948 года — первый заместитель министра Вооружённых сил. С 24 марта 1949 года по 26 февраля 1950 года — министр Вооружённых сил СССР, затем — Военный министр СССР (по 16 марта 1953 года).
После смерти Сталина военная карьера А. М. Василевского резко изменилась.
В период с 16 марта 1953 года по 15 марта 1956 года он был первым заместителем министра обороны СССР. 15 марта 1956 года его освободили от занимаемой должности официально «по личной просьбе», но по свидетельству самого А. М. Василевского, передавший ему пожелание о «личной просьбе» Г. К. Жуков прямо сказал, что это личное требование Н. С. Хрущёва. С февраля 1955 года являлся также членом Совета обороны СССР.
14 августа 1956 года стал заместителем министра обороны СССР по вопросам военной науки. В декабре 1957 года был уволен в отставку по болезни с правом ношения военной формы.
В январе 1959 года был назначен генеральным инспектором Группы генеральных инспекторов Министерства обороны СССР (по 5 декабря 1977 года).
На XIX и XX съездах избирался членом ЦК КПСС (1952—1961). Избирался депутатом Верховного Совета СССР 2—4 созывов (1946—1958).
В 1956—1958 годы являлся первым председателем Советского комитета ветеранов войны, в дальнейшем принимал активное участие в деятельности организаций ветеранов Великой Отечественной войны.
Маршал Советского Союза Василевский полагал, что репрессии 1937 года сыграли значительную роль в истории СССР: «Без тридцать седьмого года, возможно, не было бы вообще войны в сорок первом году. В том, что Гитлер решился начать войну в сорок первом году, большую роль сыграла оценка той степени разгрома военных кадров, который у нас произошёл».
Умер 5 декабря 1977 года. Урна с прахом Александра Михайловича Василевского была замурована в Кремлёвской стене на Красной площади в Москве.

## Характер и стиль руководства Василевского
Несомненно, наибольшее влияние на формирование навыков штабной работы и оперативного искусства Василевского оказал Б. М. Шапошников, под началом которого Александр Михайлович начал работу на штабной должности. До этого Шапошников был командующим войсками Московского военного округа, где Василевский служил командиром полка. Кроме того, совместные встречи с Верховным главнокомандующим позволили Василевскому со временем войти в круг доверенных лиц Сталина, который трудно и долго сходился с людьми.
Помимо формирования своего стиля работы с подчинённым в ходе всей предыдущей службы и навыков штабной службы, полученных от Б. М. Шапошникова, был ещё один этап формирования Василевского как военачальника — учёба в первом наборе академии Генерального штаба, где были собраны лучшие знатоки военного дела того времени.
Василевский несколько раз во время Первой мировой и Гражданской войн отказывался от более высоких должностей, считая себя неподготовленным. Также недостаточно подготовленным он считал себя и для должности начальника Генерального штаба. В мемуарах Василевский не упоминает о том, что дважды был удостоен звания Героя Советского Союза. Для военачальника времён Великой Отечественной войны он был обладателем мягкого, справедливого стиля общения с подчинёнными, который начал вырабатывать ещё во время Первой мировой войны, изучая труды Суворова, Кутузова, Милютина, Скобелева и, в особенности, Драгомирова.

## Отношения со Сталиным
Первые встречи Василевского со Сталиным произошли во время подготовки плана Зимней войны. Помимо рабочих встреч, была и одна неформальная: обед в Кремле, где Сталин живо интересовался судьбой родителей Василевского, а узнав, что отношения разорваны, очень удивился и предложил их немедленно восстановить. Василевский утверждал, что с февраля 1940 года по август 1941 года не имел контактов со Сталиным и что постоянные встречи возобновились только с назначением на должность начальника оперативного отдела Генштаба, которое произошло не без участия Шапошникова (в то время тот занимал должность начальника Генерального штаба и пользовался большим уважением Сталина). Впоследствии Сталин часто говорил о Василевском: «А ну, послушаем, что скажет нам шапошниковская школа!»
Уже в бытность Василевского начальником Генерального штаба Сталин проявлял чуткость к личным проблемам, старался не допустить переутомления, лично установив для Василевского часы отдыха и проверяя выполнение. Впрочем, это не мешало Сталину отчитывать Василевского за служебные промахи. Известны жёсткие телеграммы Сталина по поводу небольших задержек с отправкой донесений с фронтов, куда Василевский выезжал в качестве представителя Ставки. Находясь в Москве, Василевский ежедневно докладывал Сталину о положении на фронтах, а выезжая на фронт, непрерывно поддерживал телефонную связь. По собственному признанию маршала, не было ни дня, когда он не разговаривал бы со Сталиным.
В мемуарах Василевский вспоминал удивление Сталина, который на приёме 4 декабря 1941 года увидел на парадной форме генерал-лейтенанта всего один орден и одну медаль. За весь период Великой Отечественной войны, помимо двух орденов «Победа» и звания Героя Советского Союза, Василевский получил всего два ордена Ленина, орден Красного Знамени и орден Суворова 1-й степени, тем не менее звание Маршала Советского Союза было ему присвоено всего через 29 дней после звания генерала армии, которое он получил первым из советских военачальников с начала войны.

## Семья
- Первая жена — Серафима Николаевна Воронова (1904—1980), брак распался в 1934 году.
  - Сын — Юрий Александрович Василевский (1925—2013), генерал-лейтенант авиации[29], был женат на дочери Маршала Советского Союза Георгия Константиновича Жукова Эре Георгиевне.
- Вторая жена — Екатерина Васильевна Сабурова.
  - Сын — Игорь Александрович Василевский (род. 21.03.1935), заслуженный архитектор Российской Федерации, лауреат Государственной премии ЧССР, женат на дочери Ивана Фёдоровича Тевосяна Розалии (1936 г. р.), члена Союза архитекторов России, заслуженного работника культуры РФ.

## Военные чины и воинские звания
- Прапорщик — май 1915
- Подпоручик
- Поручик — 22 ноября 1916
- Штабс-капитан — 21 марта 1917 (ст. в чине с 14.12.1916)
- Полковник — 5 декабря 1936
- Комбриг — 16 августа 1938
- Комдив — 5 апреля 1940
- Генерал-майор — 4 июня 1940
- Генерал-лейтенант — 28 октября 1941
- Генерал-полковник — 21 мая 1942
- Генерал армии — 18 января 1943
- Маршал Советского Союза — 16 февраля 1943

## Награды

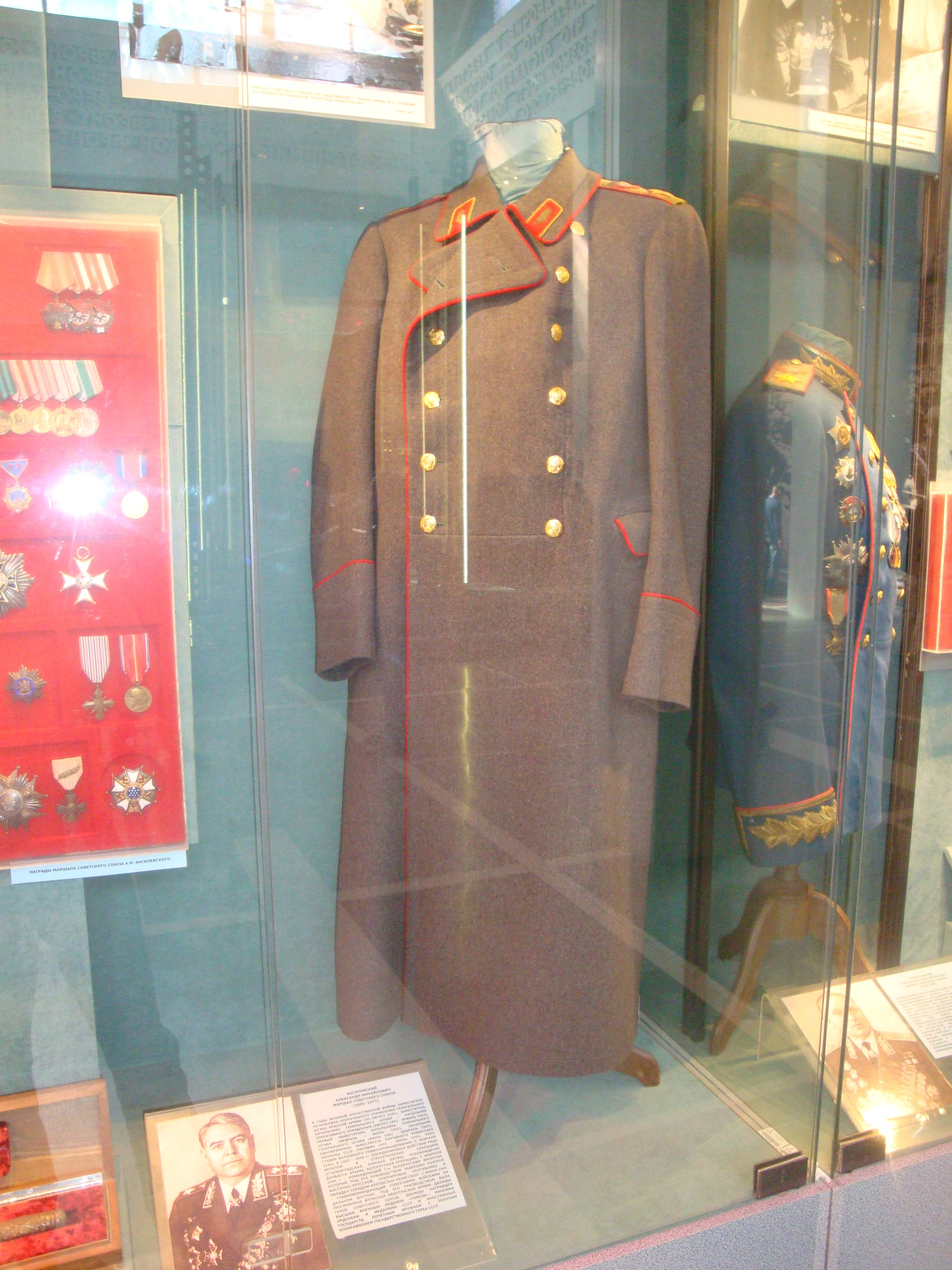
Шинель Василевского в Центральном музее Вооружённых Сил в Москве

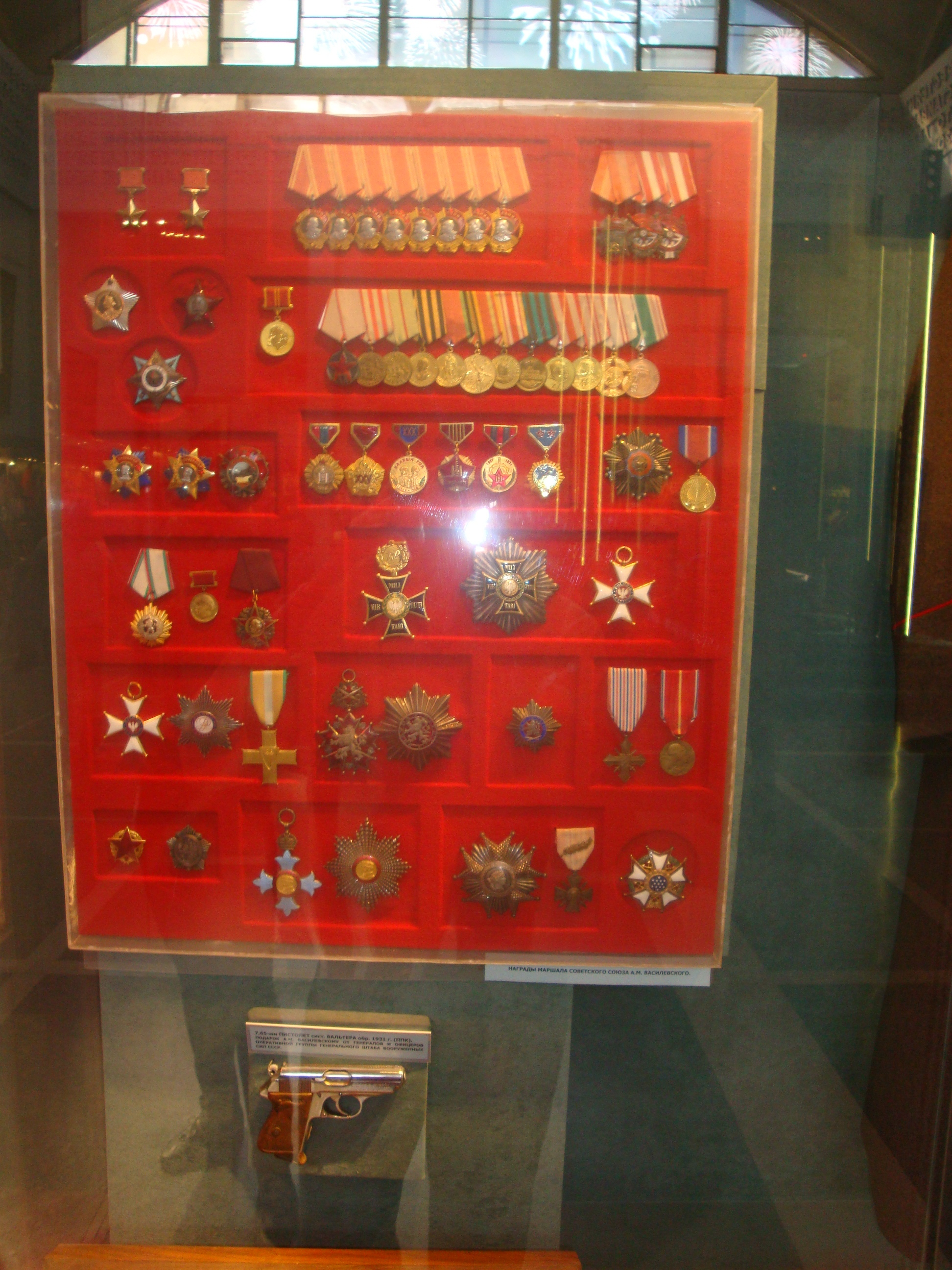
Награды Василевского в Центральном музее Вооружённых Сил в Москве

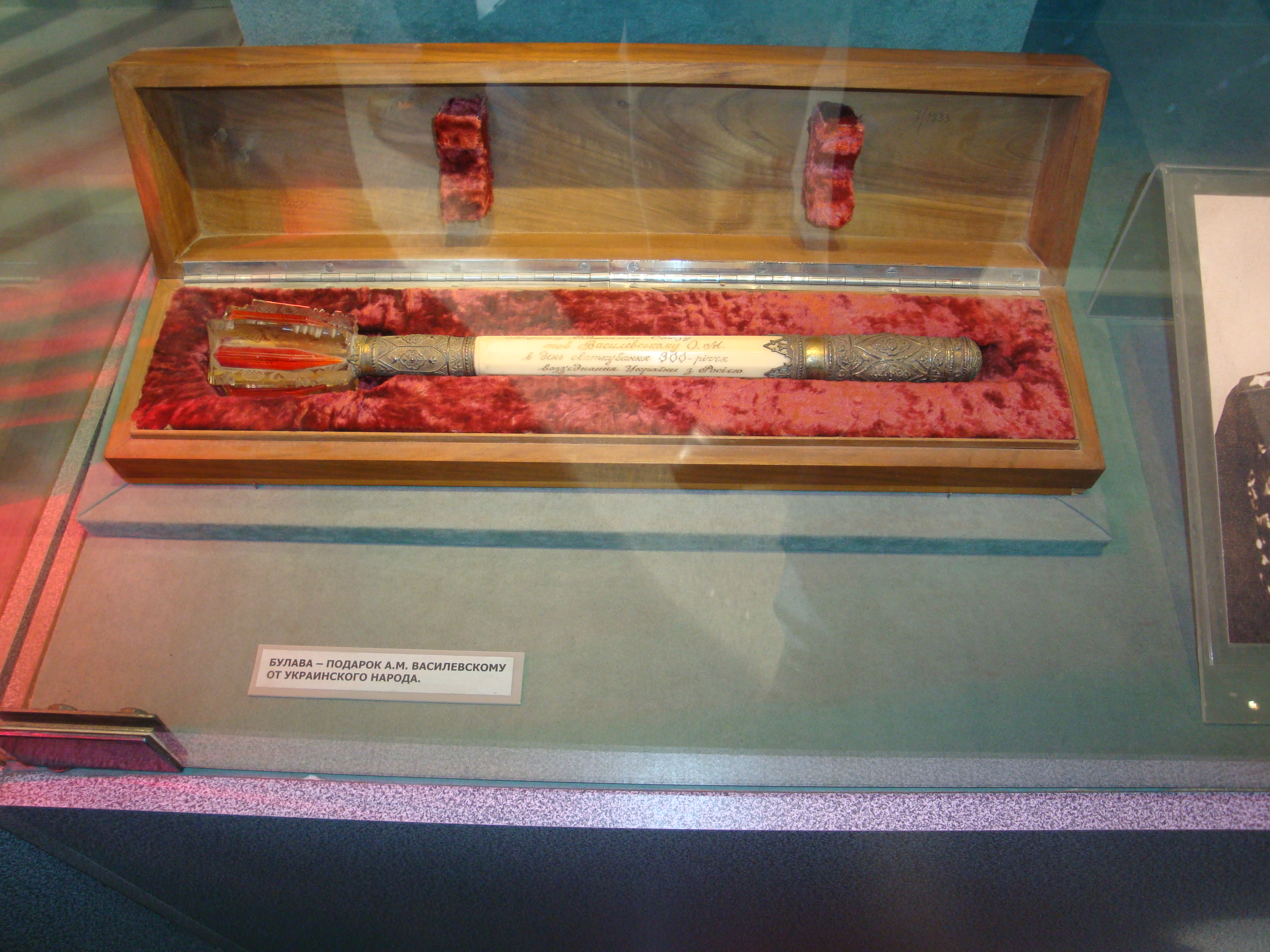
Булава

- Герой Советского Союза (29 июля 1944, медаль «Золотая Звезда» № 2856)[23]
- Дважды Герой Советского Союза (8 сентября 1945, медаль «Золотая Звезда» № 78)[25]

### Ордена
- Восемь орденов Ленина (21 мая 1942[30], 29 июля 1944[23], 21 февраля 1945[31], 29 сентября 1945[32], 29 сентября 1955, 29 сентября 1965, 29 сентября 1970, 29 сентября 1975)
- Орден Октябрьской Революции (22 февраля 1968)
- Два ордена «Победа» (№ 2 и № 7) (10 апреля 1944[33], 19 апреля 1945[34])
- Два ордена Красного Знамени (3 ноября 1944[35], 20 июня 1949)
- Орден Суворова I степени (28 января 1943[36])
- Орден Красной Звезды (1939)
- Орден «За службу Родине в Вооружённых Силах СССР» 3-й степени (30 апреля 1975)

### Медали
- «За воинскую доблесть. В ознаменование 100-летия со дня рождения Владимира Ильича Ленина» (1970)
- «XX лет Рабоче-крестьянской Красной армии» (22.02.1938)
- «За оборону Москвы»[37]
- «За оборону Сталинграда»
- «За взятие Кёнигсберга»
- «За победу над Германией в Великой Отечественной войне 1941—1945 гг.»
- «За победу над Японией»
- «Двадцать лет победы в Великой Отечественной войне 1941—1945 гг.» (1965)
- «Тридцать лет победы в Великой Отечественной войне 1941—1945 гг.» (1975)
- «В память 800-летия Москвы» (1947)
- «30 лет Советской Армии и Флота» (1948)
- «40 лет Вооружённых Сил СССР» (1958)
- «50 лет Вооружённых Сил СССР» (1968)

### Почётное оружие

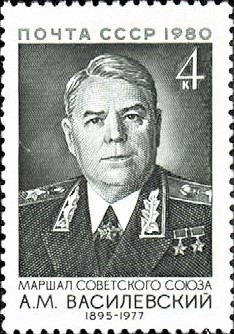
Почтовая марка СССР, 1980 год. 85-летие со дня рождения А. М. Василевского

- Почтовая марка СССР, 1980 год. 85-летие со дня рождения А. М. ВасилевскогоПочётное оружие с золотым изображением Государственного герба СССР (22.02.1968)

### Дореволюционные награды
Российская империя
- Орден Святой Анны 4-й степени с надписью «За храбрость» (28.04.1916)
- Орден Святого Станислава 3-й степени с мечами и бантом (11.05.1917)[38]

Российская республика
- Георгиевский крест 4-й степени с серебряной лавровой ветвью  № 1144139 (22.10.1917)
- Орден Святого Станислава 2-й степени с мечами (30.12.1917)

### Иностранные награды

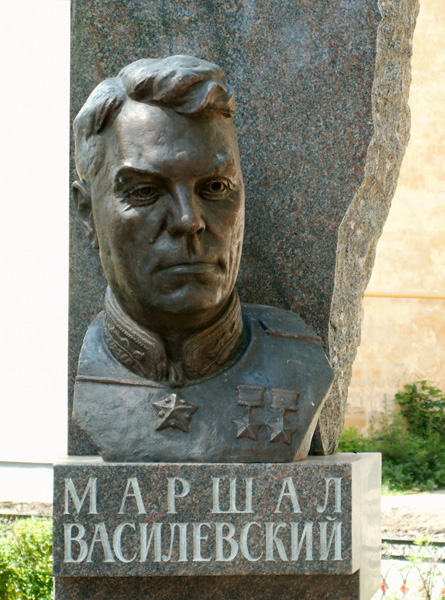
Бюст маршалa Василевского в Вичуге, 2006 г.

- Два ордена Сухэ-Батора (МНР, 9.08.1966[39], 6.07.1971[40])
- Орден Боевого Красного Знамени (МНР, 1945)
- Орден «Народная Республика Болгария» I степени (НРБ, 18.09.1974)[41]
- Орден Карла Маркса (ГДР, 8.05.1975)[42]
- Орден Белого льва I класса (ЧССР, 1955)
- Орден Белого льва «За Победу» I степени (ЧССР, 1945)
- Орден «Виртути Милитари» I класса (ПНР, 1946)
- Орден Возрождения Польши II класса (ПНР, 19.12.1968)[43]
- Орден Возрождения Польши III класса (ПНР, 1973)
- Орден Грюнвальдского креста I степени (ПНР, 1946)
- Великий офицер ордена Почётного легиона (Франция, 12.1944)[44]
- Орден «Легион Почёта» степени Главнокомандующего (США, 24.06.1944)[44]
- Почётный Рыцарь Большого креста ордена Британской Империи (Великобритания, 10.05.1944)[44][45]
- Орден «Партизанская звезда» I степени (СФРЮ, 1946)[46]
- Орден Национального освобождения (СФРЮ, 1946)[46]
- Орден Государственного флага I степени (КНДР, 23.12.1948)[47]
- Военный крест 1939 года (ЧССР, 1943)
- Военный крест (Франция, 1944)
- Орден Священного треножника I степени (КР 20.01.1946)[47]
- Медаль «Китайско-советская дружба» (КНР)[47]
- Золотая медаль «За освобождение Кореи» (КНДР)[47]
- Медаль «Братство по оружию» I степени (ГДР, 6.02.1971)[42]
- Медаль «90 лет со дня рождения Георгия Димитрова» (НРБ, 1974)[41]
- Медаль «За Победу над Японией» (МНР)[40]
- Медаль «30 лет Победы над милитаристской Японией» (МНР)[40]
- Медаль «30 лет Халхин-Гольской Победы» (МНР, 15.08.1969)[40]
- Медаль «30 лет Победы над милитаристской Японией» (МНР)[40]
- Медаль «50 лет Монгольской Народной Революции» (МНР, 16.12.1971)[40]
- Медаль «50 лет Монгольской Народной Армии» (МНР, 15.03.1971)[40]
- по одной медали МНР и ЧССР

Всего награждён 30 иностранными государственными наградами.

## Памятники и мемориальные доски

Памятник А. М. Василевскому в Калининграде

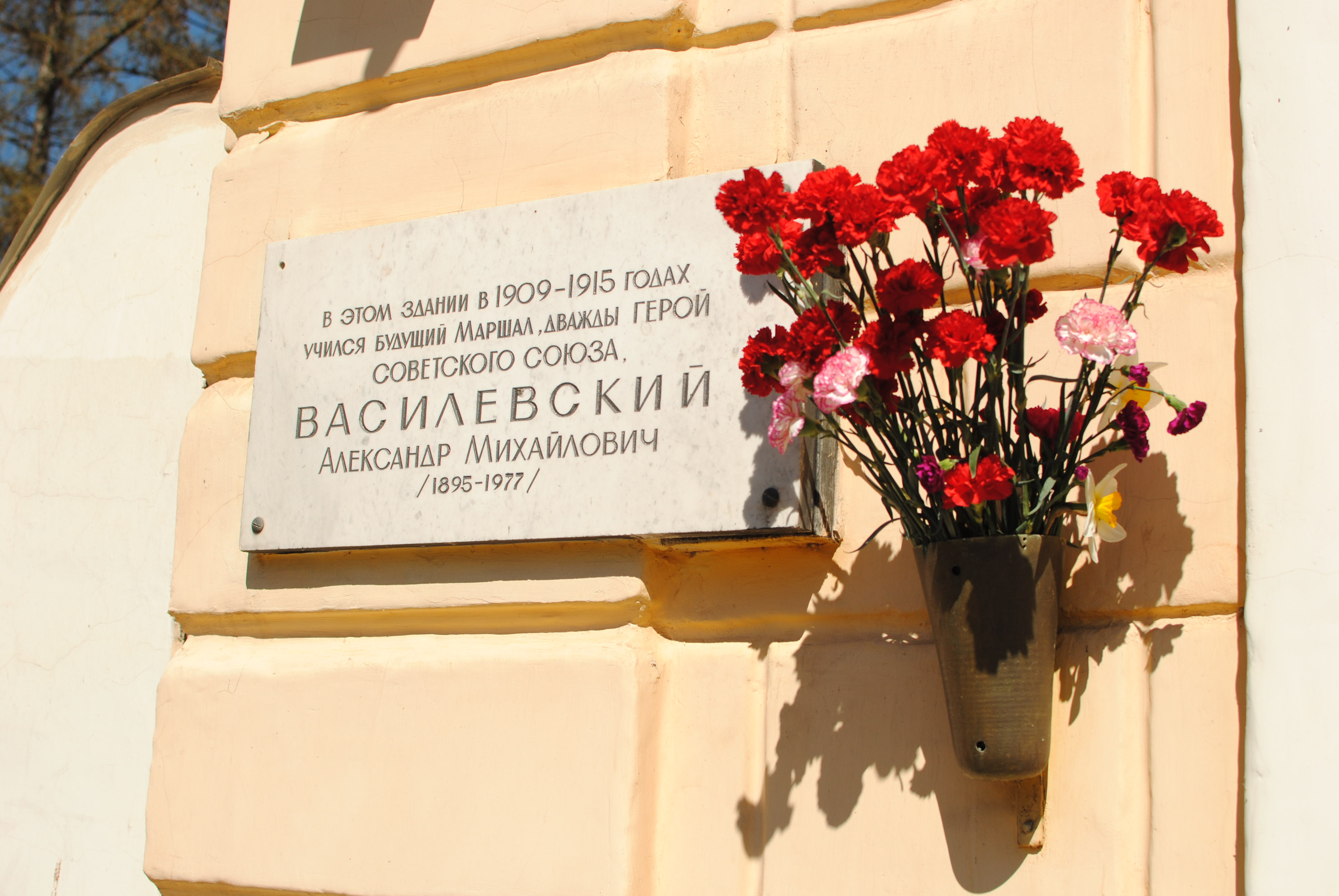
Мемориальная доска на здании Костромского государственного университета

Памятник Василевскому в Хабаровске

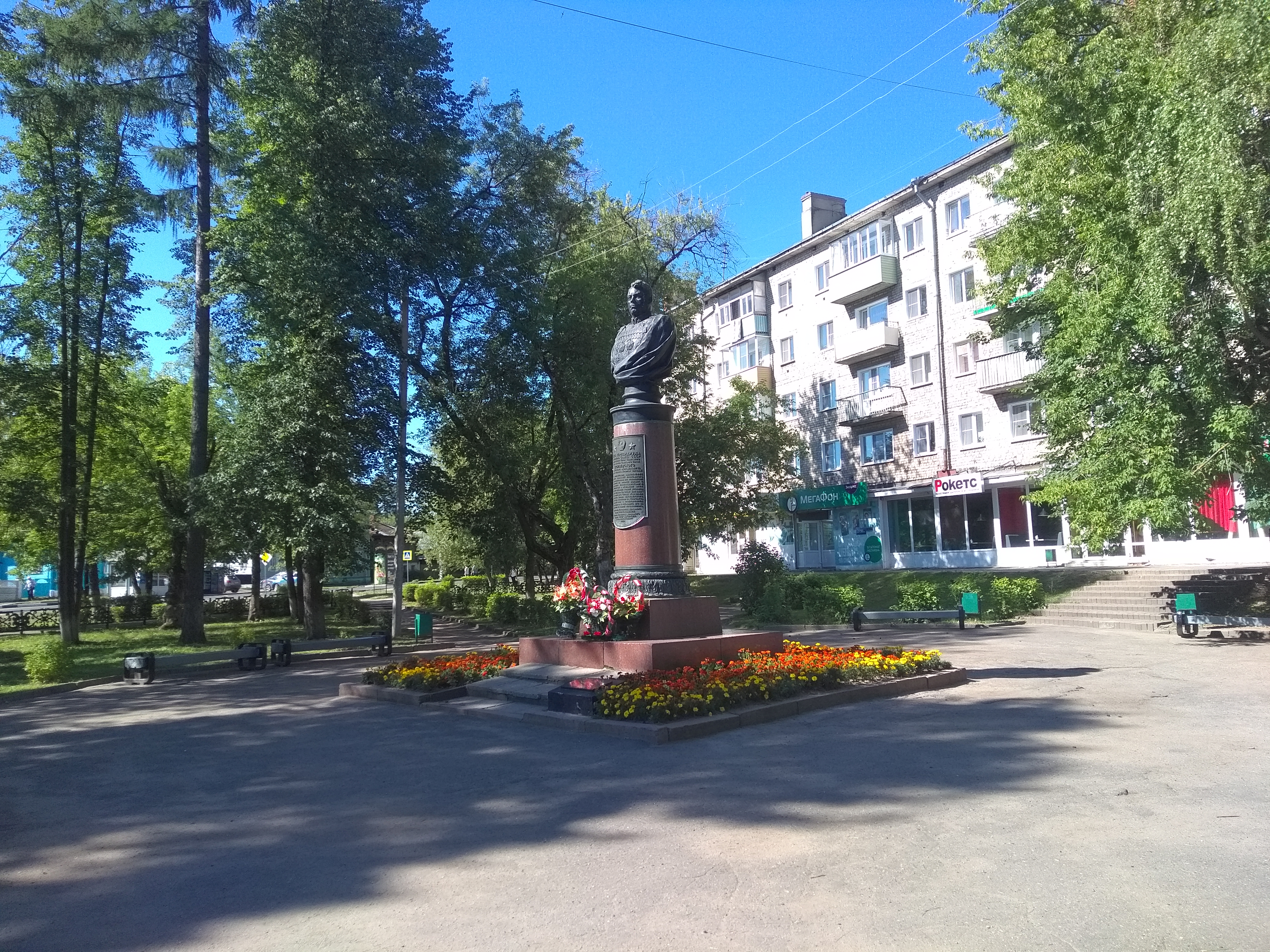
Памятник Василевскому в Кинешме

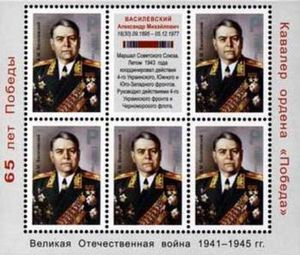
115 лет со дня рождения А. М. Василевского, Почтовый блок Приднестровья, 2010

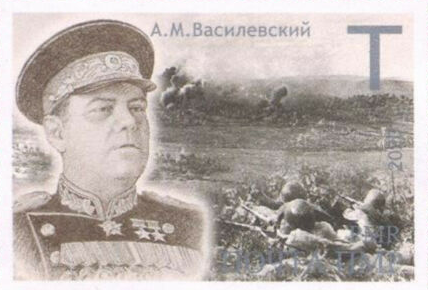
125 лет со дня рождения А. М. Василевского, Почта Приднестровья, 2020

- Памятник в Калининграде (бывшем Кёнигсберге, штурмом которого руководил Василевский) на площади его имени (2000), архитектурное решение разработал сын маршала Игорь.
- Памятник в Хабаровске на стадионе им. Ленина, открыт 30 сентября 2016 года, в день 121-й годовщины со дня рождения Василевского.
- Бюст в Москве возле дома 15 по улице Маршала Василевского (дом Генерального штаба, где, в частности, получали квартиры офицеры, служившие под началом Василевского). Победителем закрытого конкурса стал проект Д. Стритовича, А. Коробова и Р. Гаврилова[48][49].
- Бронзовый бюст дважды Героя Советского Союза (сквер им. А. М. Василевского) в Кинешме Ивановской области (1949, ск. Е. В. Вучетич)[50].
- Бюст маршала А. М. Василевского на родине, в Вичуге Ивановской области (аллея Славы, открыт 8 мая 2006 г., ск. А. А. Смирнов и С. Ю. Бычков, арх. И. А. Василевский).
- Мемориальная доска по месту рождения маршала (ул. Василевского, 13) в Вичуге Ивановской области.
- Мемориальная доска на здании бывшей Костромской духовной семинарии (ныне корпус Костромского государственного университета по адресу: г. Кострома, ул. 1 Мая, 14).
- Мемориальная доска (ул. Василевского, 4) в Иванове (2005).
- Мемориальная доска (ул. Василевского, 2) в Волгограде (2007 — в рамках года памяти Маршала Победы А. М. Василевского)
- Мемориальная доска (ул. Василевского, 25) в микрорайоне Сахарово, Тверь.
- Памятный знак в селе Смородино Запорожской области[51].
- Мемориальная доска (ул. Василевского, 81) в Челябинске.
- На здании Военно-исторического музея Восточного (Дальневосточного) военного округа установлена мемориальная доска.
- Памятник в Южно-Сахалинске установлен в основании аллеи комсомольской славы.
- Памятник Маршалу Александру Василевскому в Костроме на улице Дзержинского, напротив здания администрации региона (2017)[52].
- Памятник в Москве, у здания Министерства обороны России на Фрунзенской набережной, открыт 4 декабря 2021 года[53].
- Бюст в парке села Коммунар Ленинского района Волгоградской области. Открыт 7 декабря 2021 года[54].
- Бюст на территории Музея-панорамы «Сталинградская битва» в Волгограде. Открыт 1 декабря 2023 года[55].
- В 2020 году Почта Приднестровья выпустила почтовую марку, приуроченную к 125-летию со дня рождения А. К. Василевского.
- В 2023 году в нижнем (воинском) храме восстановленного Богоявленского собора Костромского кремля установлена памятная доска: «Здесь 23 ноября / 6 декабря 1914 года в день памяти св. блгв. вл. кн. Александра Невского состоялось посвящение в стихарь (хиротесия во чтеца) выпускника Костромской духовной семинарии Александра Васильевского, будущего маршала СССР А. М. Василевского»[56][57]

## Память

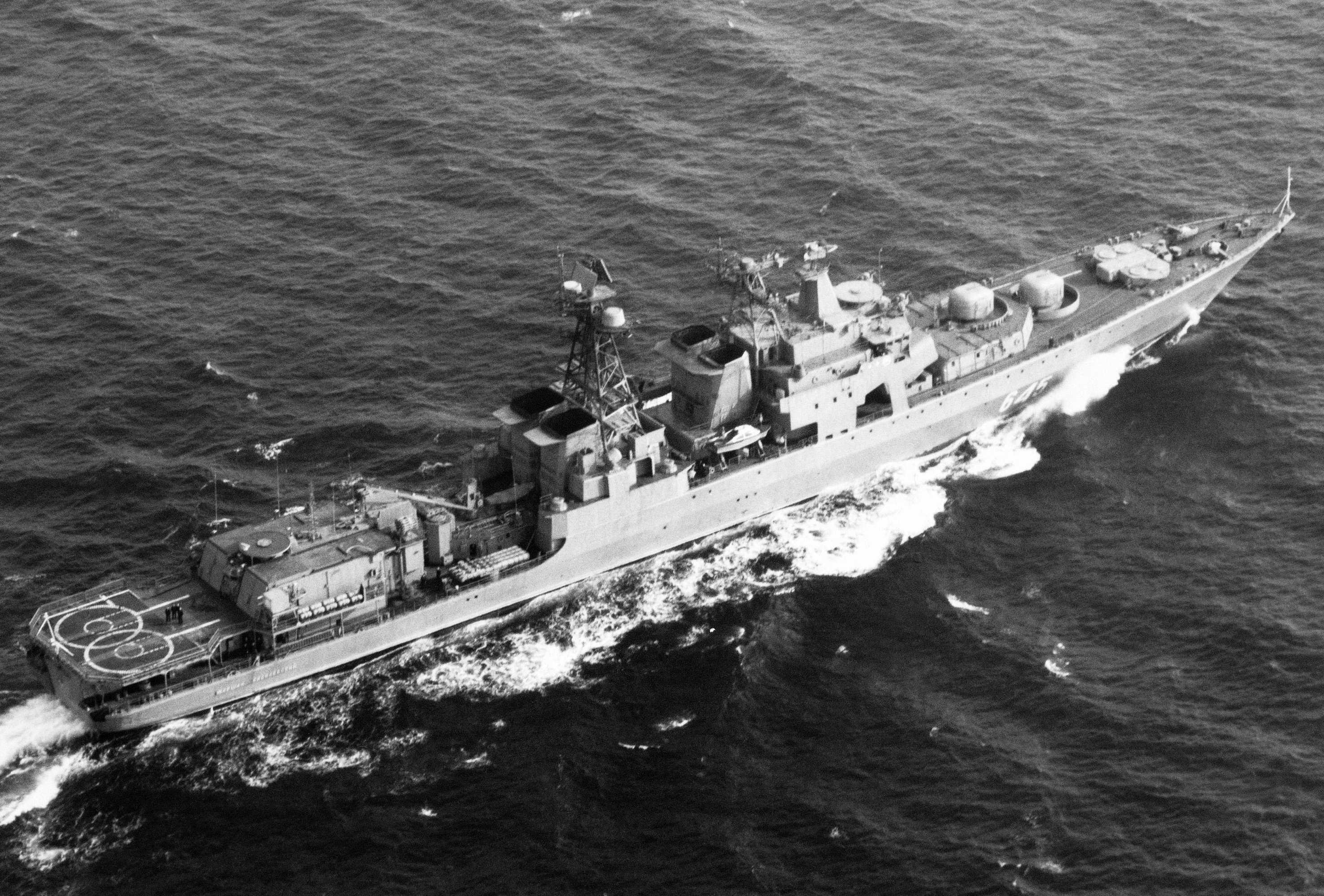
БПК «Маршал Василевский» 1983—2007 гг.

- Именем маршала назван посёлок Василевское (бывшая деревня Wesselhöfen) в Маршальском сельском поселении Гурьевского района Калининградской области.
- Аэропорт Иваново (Южный) (с 2025 года, ранее, в рамках проекта «Великие имена России», в честь Василевского предлагалось называть аэропорт Калининграда, бывшего Кёнигсберга, штурмом которого он руководил в 1945 году).
- Безымянный остров-спутник Урупа в составе Большой Курильской гряды 30 декабря 2020 года получил название остров Маршала Василевского[58].
- Именем маршала Василевского названа площадь в Калининграде.
- Именем маршала Василевского названы улицы в городах:

1. России: Кострома, Вичуга, Волгоград, Кинешма (улица и сквер), Москва, Тверь, Иваново, Самара (бульвар), Сковородино Симферополь, Челябинск, Энгельс;
2. Украины: Краснодон, Кривой Рог (бульвар), Николаев, Славянск.

- Большой противолодочный корабль «Маршал Василевский» Северного флота, в строю с 1983 по 2007 год.
- Военная академия войсковой противовоздушной обороны Вооружённых Сил Российской Федерации имени Маршала Советского Союза А. М. Василевского (г. Смоленск)[59].
- Танкер «Маршал Василевский» (порт приписки — Новороссийск).
- Большой автономный морозильный траулер «Маршал Василевский» (порт приписки — Лиепая).
- Сорт сирени «Маршал Василевский», выведенный в 1963 году селекционером Л. А. Колесниковым.
- Пик «Маршал Василевский»[60] и ледник «Маршал Василевский» на Памире[61].
- Военная академия противовоздушной обороны Сухопутных войск имени Маршала Советского Союза А. М. Василевского (г. Киев)
- Средняя общеобразовательная школа № 40 имени Маршала А. М. Василевского (город Самара).
- Городские межшкольные патриотические чтения «Герои Отечества» имени А. М. Василевского (город Самара).
- Приказом Министра обороны Российской Федерации № 780 от 30 ноября 2016 года учреждена ведомственная медаль Министерства обороны Российской Федерации «Маршал Советского Союза А. М. Василевский»[62].
- «Маршал Василевский» — единственная плавучая регазификационная установка в России (2010-е).
- Увековечен в художественной композиции «Заседание штаба Западного фронта» в деревне Красновидово Московской области[63].
- Самолет Airbus A350 авиакомпании Аэрофлот «А. Василевский» (RA-73154)

## Киновоплощения
- 1948 — Третий удар — Народный артист СССР Юрий Шумский.
- 1949 — Сталинградская битва — Народный артист СССР Юрий Шумский, за исполнение роли удостоен Сталинской премии.
- 1972 — киноэпопея «Освобождение» — Заслуженный артист РСФСР Евгений Буренков.
- 1981 — Через Гоби и Хинган — Заслуженный артист РСФСР Лев Золотухин.
- 1985 — «Битва за Москву» — Заслуженный артист РСФСР Евгений Буренков.
- 2022 — Диверсант. Идеальный штурм — Кирилл Полухин.